# Lob des Schattens
Lob des Schattens – Entwurf einer japanischen Ästhetik (jap. 陰翳礼讃, In’ei Raisan) ist ein langer Essay von Tanizaki Jun’ichirō. Er wurde 1933 in der Zeitschrift Keizai Ōrai (経済往来) veröffentlicht.

## Überblick
Der lange Essay (随筆, zuihitsu) besteht aus 16 Abschnitten. An der Überschrift lässt sich meist der inhaltliche Schwerpunkt des Abschnittes ablesen. Die Unterschrift Entwurf einer japanischen Ästhetik in der deutschen Fassung ist insofern irreführend, als es sich nicht um eine systematische Abhandlung zur Ästhetik handelt, wie sie in Deutschland von Baumgarten als philosophische Teildisziplin begründet wurde. Es handelt sich vielmehr um ein erzählerisches Werk, in dem Tanizaki seine ästhetizistische Vorstellung von Schönheit an Einzelbeispielen exemplifiziert. Der Essay ist literaturgeschichtlich bedeutsam, weil er die zentrale Position des japanischen Ästhetizismus, als eine von mehreren antinaturalistischen Bewegungen zu Beginn des 20. Jahrhunderts widerspiegelt.

## Inhalt

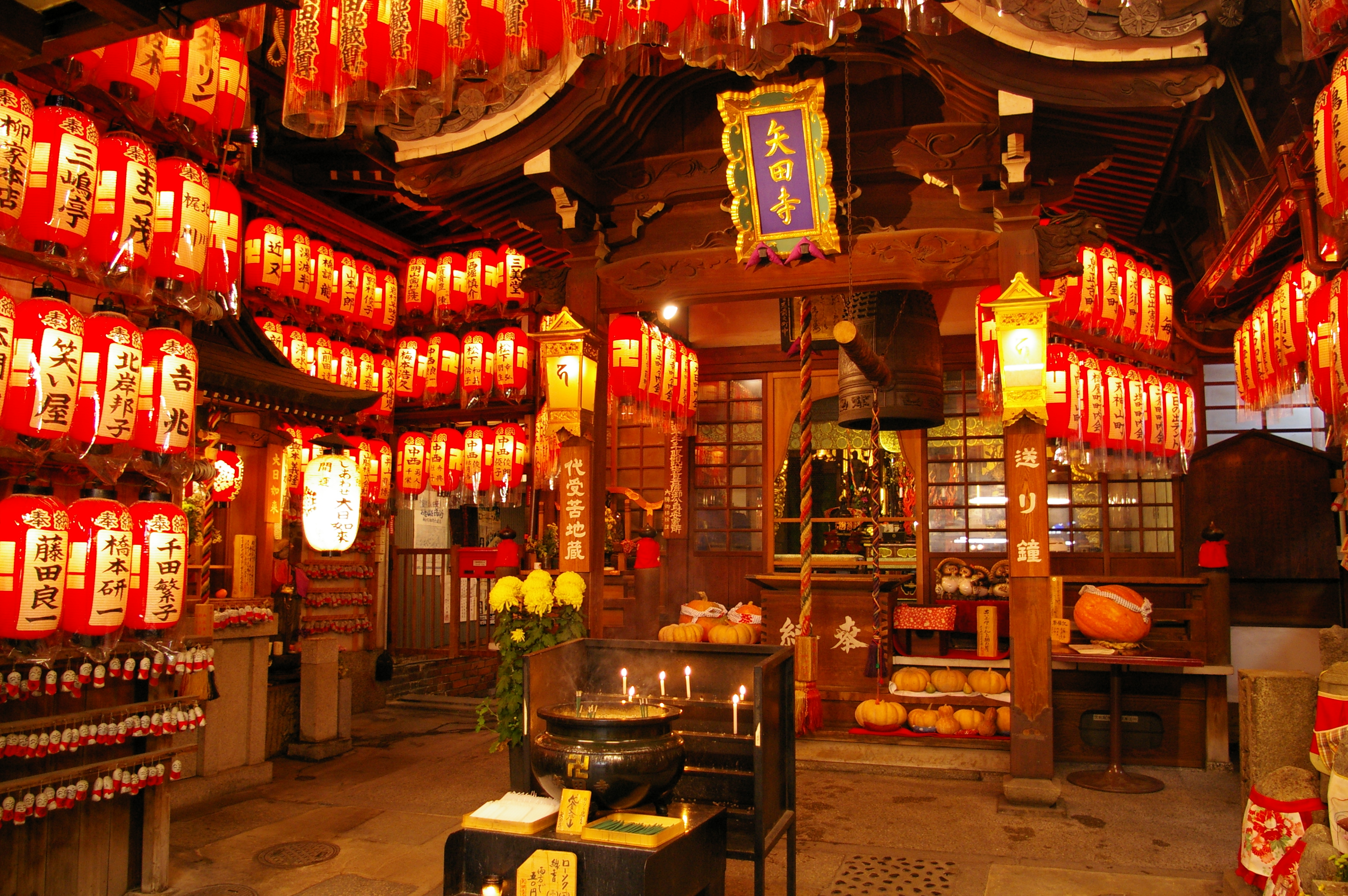
Yatadera, Kyōto,
Papierlaternen und Beleuchtung

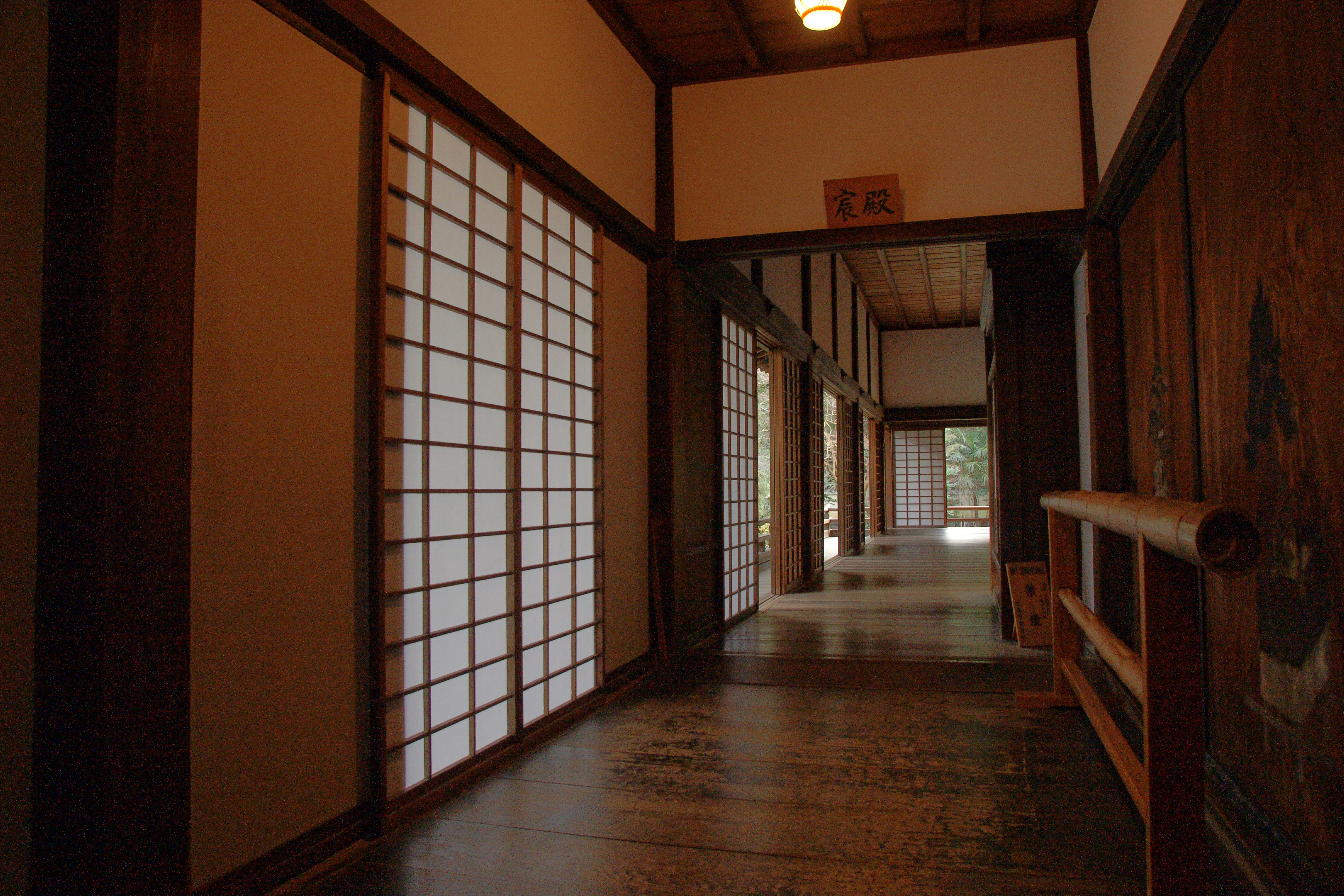
Shōren-in, Kyōto,
Shōji und Raumwirkung

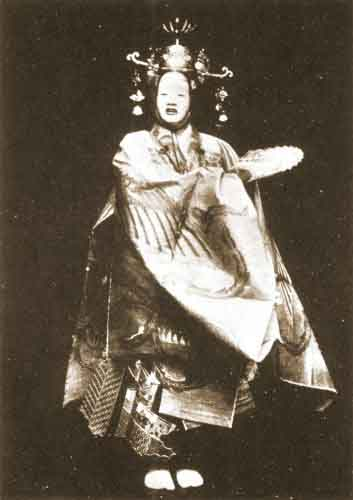
Nō-Theater

Abschnitt 1 – Architektonische Liebhaberei (普請道楽)Tanizaki schildert anhand vorgegebener eigener Erfahrungen und denen eines Freundes mit dem Hausbau Fragen der Inneneinrichtung eines japanischen Hauses. Im Mittelpunkt der Betrachtung stehen die Teile des Hauses, die das Wechselspiel von Licht und Dunkelheit in einem Wohnhaus bedingen: die Beleuchtung, die Beheizung und Shōji.
Abschnitt 2 – Die Tempel in Kyōto und Nara (京都や奈良の寺院)Dieser Abschnitt beschreibt die Toiletteneinrichtung der Tempel in Kyōto und Nara kontrastiv zum japanischen Teehaus und westlicher Keramik.
Abschnitt 3 – Leuchtkörper in Form von Papierlaternen (行燈式の電燈)Im Vergleich moderner westlicher Beleuchtung (elektrischer Lampen) mit traditionellen Papierlaternen, wie auch Füllfederhalter und Pinsel wirft Tanizaki die Frage nach einer eigenständigen japanischen Entwicklung in Wissenschaft, Denken und Literatur auf. Eine erste Kritik der allzu schnellen Übernahme westlicher Errungenschaften klingt an.
Abschnitt 4 – Fantasie eines Schriftstellers (小説家の空想)Die im vorangegangenen Kapitel aufgeworfene Frage wird zu einer Kritik an der unkritischen Übernahme entlehnter Errungenschaften, die nicht auf die japanischen Bedürfnisse zugeschnitten sind, vertieft. Tanizaki plädiert für eine eigenständige japanische Entwicklung mit der die Japaner eine ihrem „Wesen entsprechende Richtung“ hätten einhalten und eine fast 1000-jährige Tradition hätten fortsetzen können.
Abschnitt 5 – Papier (紙)Anhand verschiedener Beispiele, wie dem Unterschied zwischen der Weiße des japanischen Hōsho-Papiers und der des westlichen Papiers, betrachtet Tanizaki die Unterschiede in Glanz, Lichtwirkung und Farbton japanischer Gebrauchsgegenstände. Der „Handglanz“ (nare, das Abgegriffensein) wird als Merkmal des guten Geschmacks eingeführt. Der Gebrauch der Dinge führt stets auch zu einer Art der Verschmutzung. Der Ausspruch Ryokuus wird erweitert und ergänzt: Guter Geschmack ist eine kalte Sache und eine unsaubere dazu.
Abschnitt 6 – Restaurant Waranji-ya (わらんじや)Tanizaki schildert den Besuch des Restaurants Waranji-ya und sein Vergnügen an der Kerzenbeleuchtung und dem daraus resultierenden Dämmerlicht. In diesem Dämmerlicht komme die Schönheit des hölzernen und als Lackarbeit ausgeführten Essgeschirrs erst zur Geltung. Im Unterschied hierzu wirkten Keramikgeschirr, aber auch goldverzierte Lackarbeiten vulgär, wenn sie von elektrischem Licht beleuchtet, der Dunkelheit entzogen würden.
Abschnitt 7 – Hölzerne Suppenschalen (吸い物椀)Dieser Abschnitt erweitert die vorangegangene Betrachtung, der Bedeutsamkeit der Dunkelheit, auf die japanische Küche. „Beim Nachdenken über all diese Dinge kommt man zu der Einsicht, dass unsere Küche gewöhnlich den Schatten zum Grundton macht und mit der Dunkelheit in unauflöslicher Verbindung steht.“
Abschnitt 8 – Architektonisches (建築のこと)Ein weiteres Mal kontrastiert Tanizaki die europäische mit der japanischen Bauweise, lichtdurchflutete gotische Kathedrale mit dämmrigem Tempelbau. Die Schönheit des Schattens wird mit dem Zweck und der Funktion der Bauwerke begründet. Einfachheit sei dem Zweck dabei am dienlichsten. Japanische Gebäude folgten dem Prinzip der Abschirmung des Sonnenlichts, europäische hingegen dem Schutz vor der Witterung.
Abschnitt 9 – Japanischer Wohnraum (日本座敷)Die Magie des Schattens verleihe einem japanischen Wohnraum erst einen geheimnisvollen ästhetischen Ausdruck. Besonders deutlich werde dies an der Tokonoma (Wandnische).
Abschnitt 10 – Das Licht des Goldes in der Dunkelheit (暗がりの中にある金色の光)Der Zweck Gold für Wandschirme zu verwenden oder Goldfäden in Nō-Kostüme einzuarbeiten sei nicht nur ein dekorativer, in einer ursprünglich dunklen Umgebung, dem Haus oder Nō-Theater, werde so ein erhellender Akzent gesetzt, der zugleich einen praktischen Nutzen besitzt. Tanizaki bezieht sich bewusst auf die Frauendarsteller (Onnagata) des Nō-Theaters und betont Unterschiede in der Helligkeit und Färbung der Haut.
Abschnitt 11 – Die Dunkelheit der Nō-Bühne (能舞台の暗さ)Im Vergleich mit dem Kabuki und dem Bunraku-Puppentheater gehöre dem traditionsreicheren Nō-Theater aufgrund der Dunkelheit die größere Schönheit.
Abschnitt 12 – Die Frauen damals (昔の女)Dieser Abschnitt befasst sich mit der Schönheit der Frauen. Die traditionelle Art sich zu kleiden, ließe nur den Blick auf die Hände, Füße und das Gesicht zu. Die Kleidung (Kimono) sei darauf ausgelegt den restlichen Körper, bis hin zum Schwärzen der Zähne, in Dunkelheit zu hüllen.
Abschnitt 13 – Das Schöne in der Dunkelheit (暗がりの中の美)Das Schöne in der Dunkelheit und im Schatten zu suchen, wird mit dem Wesen und der Eigenart der Ostasiaten begründet. Um der Hässlichkeit zu entgehen, bevorzuge man daher für Gebrauchsgegenstände „umwölkte“ Farben.
Abschnitt 14 – Die Welt des Schattens (陰翳の世界)Das natürliche Gesetz der Dunkelheit im Kontrast zum Weiß der Haut sei unabdingbar für die ideale Schönheit der Frauen. Im Zusammenspiel der Dunkelheit, Verruchtheit der Vergnügungsviertel und der weißen Schminke der Geishas klingt der Zusammenhang zwischen dem Schönen und dem Hässlichen an.
Abschnitt 15 – Die Nacht in Tōkyō und Osaka (東京や大阪の夜)Am Beispiel der Mondschau zeigt Tanizaki, dass eine moderne und helle Stadtbeleuchtung den ästhetischen Anspruch an die Dunkelheit zunichtemache.
Abschnitt 16 – Die Klagen der Älteren (年寄りの愚痴)Resümierend klingt in diesem Abschnitt die Umbruchsituation an, in der Japan sich historisch seit der Meiji-Restauration befindet. Japan habe einen Kurs entlang der Leitlinien westlicher Kultur eingeschlagen. Dieser Nachteil könne vielleicht auf dem Gebiet der Kunst und Literatur kompensiert werden. Hierzu müsse die halbvergessene Welt des Schattens wieder Einzug halten in die Literatur.